# الدوري السوفيتي الممتاز لكرة القدم 1939
الدوري السوفيتي الممتاز لكرة القدم 1939 هو الموسم 5 من  الدوري السوفيتي الممتاز لكرة القدم. أقيم خلال الفترة 12 مايو 1939 وحتى 12 نوفمبر 1939، والذي يشرف على تنظيمه الاتحاد السوفيتي لكرة القدم، وكان عدد الأندية المشاركة فيه  14، وفاز فيه سبارتاك موسكو.